# 淇滩镇
淇滩镇，是中华人民共和国贵州省铜仁市沿河土家族自治县下辖的一个乡镇级行政单位。
2019年10月24日，原淇滩镇沙沱社区、天宫井村、皂渡村、腊园村、白果树村为祐溪街道的行政区划。

## 行政区划
淇滩镇下辖以下地区：
淇滩村、土地坳村、照渡村、天宫井村、腊园村、白果树村、黎子水村、杨楠村、檬子村、狼溪村、铜鼓村、蔡家村、黄土村、梅子村、沙子坡村、彭华村、钟岭山村、蔺华村、三壶村、翰陵村、水银洞村、花园村、茶坛村、新型村、和平村、竹园村、艾坝村和柳池村。
2019年10月24日调整后，淇滩镇辖淇滩社区、狼溪社区、沙子坡村、蔡家村、黄土村、梅子村、檬子村、铜鼓村、梨子水村、洋楠村、艾坝村、和平村、竹园村、柳池村、彭华村、三壶村、钟岭村、翰林村、砚华村、水银村、新型村、花园村、茶坛村。